# Dennis Dugan
Dennis Dugan (ur. 5 września 1946 w Wheaton, w stanie Illinois) – amerykański aktor i reżyser filmowy oraz telewizyjny.

## Kariera
Dugan rozpoczął aktorską karierę na początku lat 70. Przez kolejne 20 lat wystąpił w kilkunastu filmach. Najbardziej znaczące kreacje stworzył m.in. w komediach Harry i Walter jadą do Nowego Jorku (1976; reż. Mark Rydell) i Spokojnie, tatuśku (1989; reż. Ron Howard); a także horrorze Joego Dante Skowyt (1981). W 1990 zadebiutował jako reżyser komedią Kochany urwis. Od tego czasu wyreżyserował kilkanaście filmów, stając się specjalistą od niezbyt ambitnych, ale cieszących się sporą popularnością komedii. W 1996 roku, filmem Farciarz Gilmore rozpoczął współpracę z komikiem Adamem Sandlerem, który regularnie występuje w jego komediach. Poświęcając się reżyserii Dugan nie do końca porzucił aktorstwo, często pojawia się w niewielkich rolach w swych filmach. Choć reżyserska kariera przyniosła mu największy sukces, to jednakże za dwie ze swoich komedii otrzymał nominację do niechlubnej nagrody Złotej Maliny dla najgorszego reżysera za filmy Super tata (1999) oraz Państwo młodzi: Chuck i Larry (2007).

## Życie prywatne
W latach 1973–1987 jego żoną była starsza o 12 lat aktorka Joyce Van Patten. Małżeństwo zakończyło się rozwodem. Obecnie jest żonaty z Sharon O’Connor.

## Filmografia
Reżyser:
- Kochany urwis (1990)
- Czacha dymi (1992)
- Farciarz Gilmore (1996)
- Wielki biały ninja (1997)
- Super tata (1999)
- Twarda laska (2001)
- Parasol bezpieczeństwa (2003)
- Zwariowane święta Karrolla (2004)
- Grzanie ławy (2006)
- Państwo młodzi: Chuck i Larry (2007)
- Nie zadzieraj z fryzjerem (2008)
- Duże dzieci (2010)
- Żona na niby (2011)
- Jack i Jill (2011)

Gościnnie reżyserował także odcinki popularnych seriali telewizychnych; pracował m.in. przy produkcji takich pozycji jak: Columbo, Na wariackich papierach, Prawnicy z Miasta Aniołów, Gdzie diabeł mówi dobranoc, Nowojorscy gliniarze, Szpital Dobrej Nadziei, Prawo Burke’a, Ucieczka do raju, Ally McBeal.
Aktor:
- Z dala od frontu (1973) jako szeregowy Becker
- M*A*S*H (1972-83; serial TV) jako Danny McShane (w odc. z 1975)/Robert „Bob” Wilson (w odc. z 1983)
- Dzień szarańczy (1975) jako uczeń
- W mroku nocy (1975) jako Boy
- Columbo jako sierżant Theodore „Mac” Albinsky (w odc. pt. Ostatni toast za Komandora z 1976)
- Pogoda dla bogaczy (1976; serial TV) jako Claude Tinker
- Harry i Walter jadą do Nowego Jorku (1976) jako Lewis
- Skowyt (1981) jako Christopher „Chris” Halloran
- Woda (1985) jako Rob Waring
- Nie kupisz miłości (1987) jako David Miller
- Ona będzie miała dziecko (1988) jako Bill
- Nowe przygody Pippi Langstrumpf (1988) jako pan Settigren
- Spokojnie, tatuśku (1989) jako David Brodsky
- Kochany urwis (1990) jako amerykański tata
- Farciarz Gilmore (1996) jako Doug Thompson
- Super tata (1999) jako niechętny uczestnik halloweenowej zabawy
- Twarda laska (2001) jako sędzia
- Grzanie ławy (2006) jako trener Bellows
- Państwo młodzi: Chuck i Larry (2007) jako kierowca taksówki
- Nie zadzieraj z fryzjerem (2008) jako bezdomny
- Duże dzieci (2010) jako arbiter
- Jack i Jill (2011) jako pomocnik Ala Pacino